# 上行之诗
上行之诗，是《圣经》《诗篇》中一些诗歌的标题（中文和合本诗篇第120篇—134篇）。也被称为登阶之诗，上殿之诗或敬拜之诗，作者不详。其中122、124、131、133篇被称为大卫上行之诗，127篇被称为所罗门上行之诗。有些学者认为，这些诗歌是朝圣者上耶路撒冷去参加三大节期，在路上所唱的诗歌；或者是祭司进入耶和华的圣殿时，从外院到内院每上一个阶梯，就唱一首上行之诗。

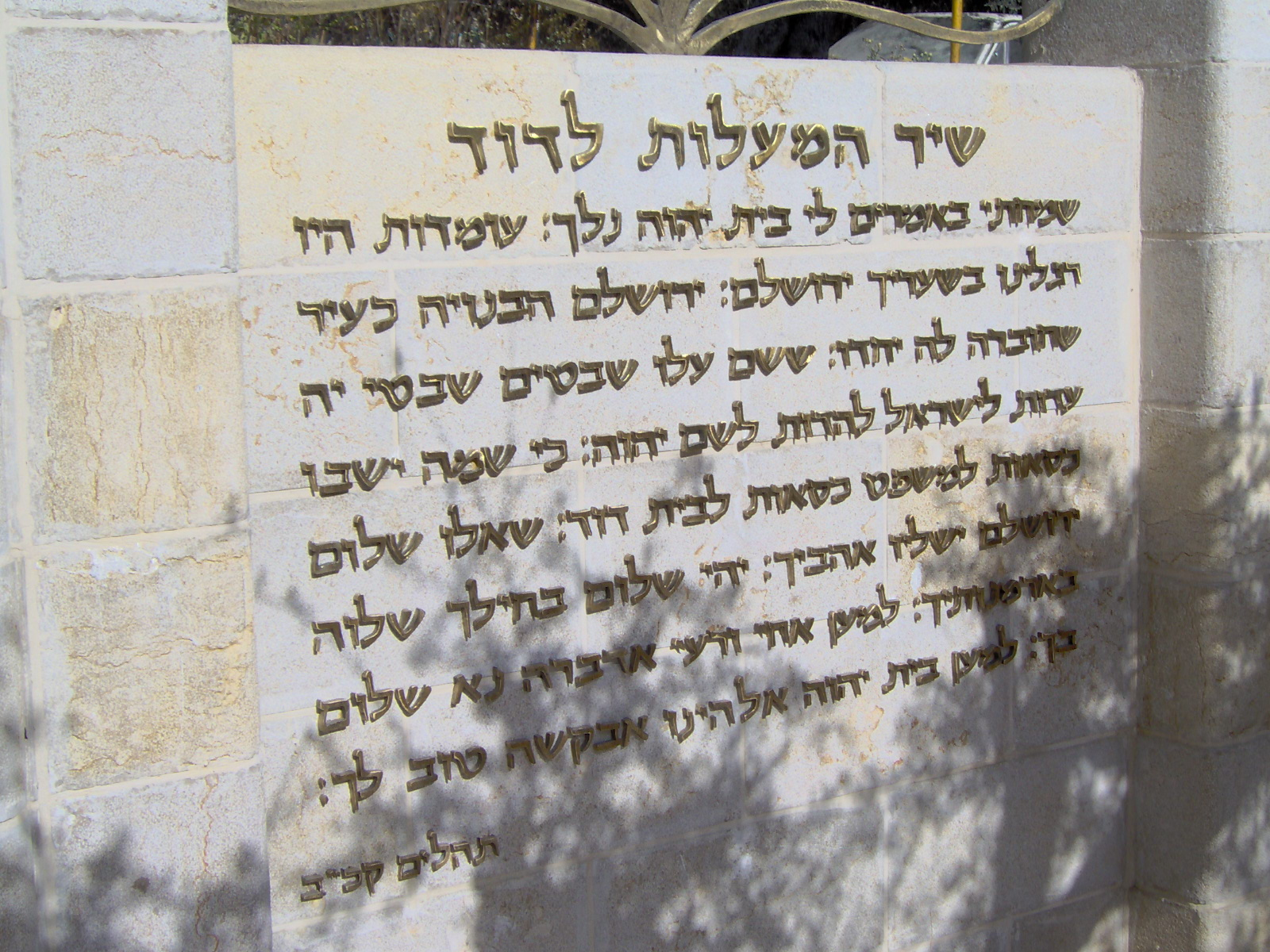
位於大衛城入口牆上的一首上行之詩（詩122）。以色列，耶路撒冷。